# Jüdischer Friedhof (Odense)

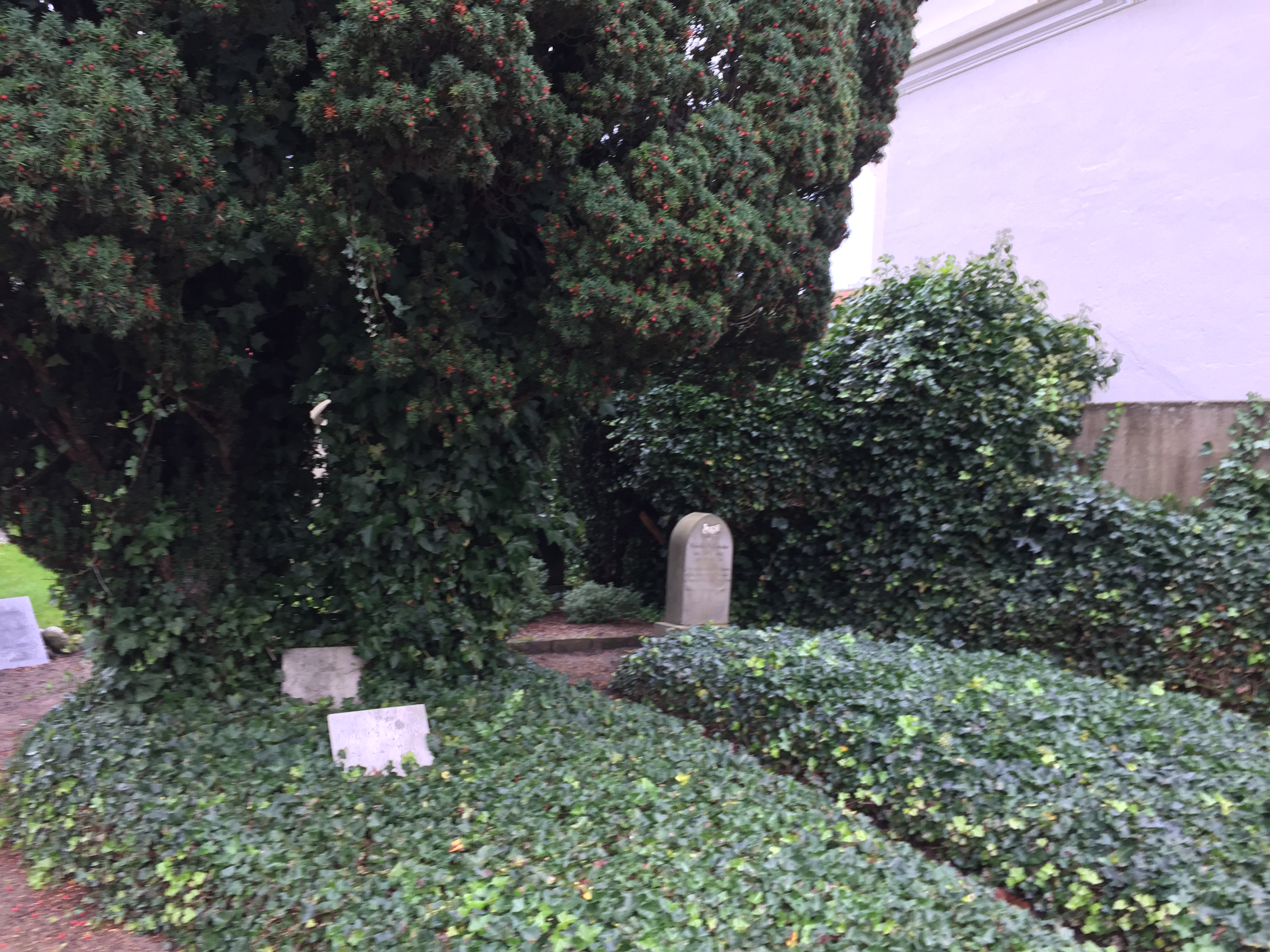

Der Jüdische Friedhof Odense ist ein jüdischer Friedhof (Jødisk Kirkegård) in Odense, einer Großstadt auf Fünen in Dänemark. 
Der Friedhof an der Ecke Vandværksvej und Kirkegårds Alle wurde im Jahr 1824 neu angelegt, Bestattungen fanden zwischen den Jahren 1826 und 1928 statt. 90 Grabstätten mit 84 Namen sind erhalten.